# Arquidiócesis de Yaundé
La arquidiócesis de Yaundé (en latín: Archidioecesis Yaundensis y en francés: Archidiocèse de Yaoundé) es una circunscripción eclesiástica de la Iglesia católica en Camerún. Se trata de una arquidiócesis latina, sede metropolitana de la provincia eclesiástica de Yaundé. Desde el 31 de octubre de 2014 su arzobispo es Jean Mbarga.

## Territorio y organización
La arquidiócesis tiene 4964 km² y extiende su jurisdicción sobre los fieles católicos de rito latino residentes en la región del Centro en los departamentos de: Mfoundi, Mefou-et-Afamba, Mefou-et-Akono.
La sede de la arquidiócesis se encuentra en la ciudad de Yaundé, en donde se halla la Catedral de Nuestra Señora de la Victoria y la basílica de María Reina de los Apóstoles. Yaundé es la sede de la Universidad Católica de África Central.
La arquidiócesis tiene como sufragáneas a las diócesis de: Bafia, Ebolowa, Kribi, Mbalmayo, Obala y Sangmélima.
En 2020 en la arquidiócesis existían 166 parroquias.

## Historia
La prefectura apostólica de Camerún fue erigida el 18 de marzo de 1890 con el decreto Cum in votis de la Congregación de Propaganda Fide, obteniendo el territorio del vicariato apostólico de Gabón (antes de las Dos Guineas, hoy arquidiócesis de Libreville).
El 2 de enero de 1905 la prefectura apostólica fue elevada a vicariato apostólico con el breve Cum Nobis del papa Pío X.
El 28 de abril de 1914 cedió una parte de su territorio para la erección de la prefectura apostólica de Adamaua (hoy diócesis de Nkongsamba) mediante el decreto Quae rei sacrae de la Congregación de Propaganda Fide, a la que cedió otros territorios el 11 de junio de 1923 mediante el decreto Cum praefectura.
El 12 de junio de 1923 cedió una parte de su territorio para la erección de la prefectura apostólica de Buea (hoy diócesis de Buea) mediante el breve Cum ex Apostolico del papa Pío XI.
El 31 de marzo de 1931 cedió una parte de su territorio para la erección de la prefectura apostólica de Duala (hoy arquidiócesis de Duala) mediante el breve Apostolicum munus del papa Pío XI.
El 3 de abril de 1931 cambió su nombre por el de vicariato apostólico de Yaundé mediante el breve Sub anulo Piscatoris del papa Pío XI.
El 3 de marzo de 1949 cedió otra porción de su territorio para la erección del vicariato apostólico de Doumé (hoy diócesis de Doumé-Abong' Mbang) mediante la bula Quo faciliori del papa Pío XII.
El 14 de septiembre de 1955 el vicariato apostólico fue elevado al rango de arquidiócesis metropolitana con la bula Dum tantis del papa Pío XII.
El 24 de junio de 1961 cedió una parte de su territorio para la erección de la diócesis de Mbalmayo mediante la bula Quemadmodum ex arbore del papa Juan XXIII.
El 6 de julio de 1965 cedió una parte de su territorio para la erección de la prefectura apostólica de Bafia (hoy diócesis de Bafia) mediante la bula Quo lex Evangelica del papa Pablo VI.
El 3 de julio de 1987 cedió otra parte de su territorio para la erección de la diócesis de Obala mediante la bula Ad spirituale bonum del papa Juan Pablo II.

## Estadísticas
Según el Anuario Pontificio 2021 la arquidiócesis tenía a fines de 2020 un total de 1 431 300 fieles bautizados.
| Año                                                                             | Población            | Población | Población      | Sacerdotes | Sacerdotes    | Sacerdotes    | Bautizados por sacerdote | Diáconos permanentes | Religiosos | Religiosos | Parroquias |
| Año                                                                             | Bautizados católicos | Total     | % de católicos | Total      | Clero secular | Clero regular | Bautizados por sacerdote | Diáconos permanentes | Varones    | Mujeres    | Parroquias |
| ------------------------------------------------------------------------------- | -------------------- | --------- | -------------- | ---------- | ------------- | ------------- | ------------------------ | -------------------- | ---------- | ---------- | ---------- |
| 1950                                                                            | 246 840              | 501 000   | 49.3           | 110        | 34            | 76            | 2244                     |                      | 111        | 98         |            |
| 1970                                                                            | 378 426              | 511 607   | 74.0           | 153        | 41            | 112           | 2;473                    |                      | 180        | 269        |            |
| 1980                                                                            | 610 353              | 780 000   | 78.3           | 155        | 63            | 92            | 3937                     |                      | 172        | 301        | 70         |
| 1990                                                                            | 506 550              | 1 150 000 | 44.0           | 164        | 66            | 98            | 3088                     |                      | 189        | 265        | 74         |
| 1999                                                                            | 662 500              | 1 513 500 | 43.8           | 280        | 128           | 152           | 2366                     |                      | 319        | 380        | 132        |
| 2000                                                                            | 668 000              | 1 515 000 | 44.1           | 293        | 134           | 159           | 2279                     |                      | 326        | 380        | 123        |
| 2001                                                                            | 673 500              | 1 530 000 | 44.0           | 287        | 124           | 163           | 2346                     |                      | 327        | 389        | 123        |
| 2002                                                                            | 680 235              | 1 545 300 | 44.0           | 302        | 139           | 163           | 2252                     |                      | 337        | 404        | 123        |
| 2003                                                                            | 687 000              | 1 560 600 | 44.0           | 290        | 111           | 179           | 2368                     |                      | 332        | 414        | 123        |
| 2004                                                                            | 693 800              | 1 576 200 | 44.0           | 300        | 110           | 190           | 2312                     |                      | 346        | 443        | 123        |
| 2010                                                                            | 903 000              | 1 881 000 | 48.0           | 414        | 171           | 243           | 2181                     |                      | 408        | 623        | 132        |
| 2014                                                                            | 1 282 840            | 2 670 000 | 48.0           | 572        | 206           | 366           | 2242                     |                      | 811        | 513        | 150        |
| 2017                                                                            | 1 332 500            | 2 792 100 | 47.7           | 720        | 250           | 470           | 1850                     |                      | 1201       | 1271       | 158        |
| 2020                                                                            | 1 431 300            | 3 000 300 | 47.7           | 698        | 267           | 431           | 2050                     |                      | 934        | 1148       | 166        |
| Fuente: Catholic-Hierarchy, que a su vez toma los datos del Anuario Pontificio. |                      |           |                |            |               |               |                          |                      |            |            |            |

## Episcopologio
- Heinrich Vieter, S.A.C. † (22 de julio de 1890-7 de noviembre de 1914 falleció)
- Franziskus Xaver Hennemann, S.A.C. † (7 de noviembre de 1914 por sucesión-26 de junio de 1922 nombrado prefecto apostólico del Cabo de Buena Esperanza, Distrito Central)
- François-Xavier Vogt, C.S.Sp. † (19 de mayo de 1923-4 de marzo de 1943 falleció)
- René Graffin, C.S.Sp. † (4 de marzo de 1943 por sucesión-6 de septiembre de 1961 renunció[nota 1])
- Jean Zoa † (11 de septiembre de 1961-20 de marzo de 1998 falleció)
- André Wouking † (27 de noviembre de 1998-10 de noviembre de 2002 falleció)
- Simon-Victor Tonyé Bakot (18 de octubre de 2003-29 de julio de 2013 renunció)
- Jean Mbarga, desde el 31 de octubre de 2014[nota 2]